# Royal Institute of Chemistry
El Royal Institute of Chemistry (Real Instituto de Química) fue una sociedad científica británica fundada en 1877.
Su nombre inicial fue Institute of Chemistry of Great Britain (Instituto de Química de Gran Bretaña), y su función se centraba en las acreditaciones y la situación profesional de los químicos. Su objetivo radicaba en garantizar que los químicos teóricos y analíticos estuvieran adecuadamente entrenados y poseyeran la cualificación adecuada. Otorgaba dos tipos de titulaciones: AIC (Asociado al Instituto de Química), a los que poseían una formación completa, y FIC (Fellow del  Instituto de Química), a los que poseían competencia profesional.
La sociedad recibió su primer Estatuto Real en 1885. Además de insistir en que los químicos tuviesen una minuciosa cualificación profesional, también establecía estrictos estándares éticos. 

## Acreditaciones
Las acreditaciones principales otorgadas por el Royal Institute of Chemistry (RIC) eran:
- LRIC, Licenciado del RIC: Formación profesional después de seguir un curso de estudio práctico con un nivel inferior a una matrícula de honor,
- GRI, Graduado: Finalización de estudios equivalentes a por lo menos una matrícula de honor de segundo grado,
- ARIC, Asociado: Equivalente a LRIC más experiencia profesional,
- MRIC, Miembro: Equivalente a GRIC más experiencia profesional, y
- FRIC, Fellow: Acreditación con más experiencia y prestigio que el MRIC.

Tras una modificación estatutaria de 1975, a los miembros y fellows del Instituto Real de Química se les permite utilizar el título CChem (Chartered Químico) junto a su nombre.

## Publicaciones
El Royal Institute of Chemistry publicó entre 1968 y 1971 la publicación Royal Institute of Chemistry Reviews, que posteriormente se fusionó para formar Chemical Society Reviews, y el Journal of the Royal Institute of Chemistry.

## Proceso de fusión
A principios de los años 70, la Chemical Society era otra sociedad científica centrada en la promoción de la ciencia química y en la publicación de revistas científicas. En 1972 estas dos organizaciones, junto con la Faraday Society y la Society for Analytical Chemistry, iniciaron el proceso de fusión, convirtiéndose en la Royal Society of Chemistry en 1980.